# RAD51L1
RAD51L1‏ (RAD51 paralog B) هوَ بروتين يُشَفر بواسطة جين RAD51L1 في الإنسان.